# Peltulaceae
Peltulaceae es una familia de hongos en el orden Lichinales. La mayoría de las especies están  liquenizados, y tienen una distribución amplia, habitando mayormente en zonas áridas.